# Németország újraegyesítése

Az NSZK nyugaton és az NDK keleten

Németország újraegyesítését (Deutsche Wiedervereinigung) 1990. október 3-án deklarálták, amikor is a keleti területek (NDK) csatlakoztak a nyugatiakhoz (NSZK).
Az első keletnémet szabad választások (1990. március 18.) után a két német állam tárgyalásainak eredményeként megszületett az „egyesítési szerződés” (Einigungsvertrag). Eközben a két német állam a Németország II. világháborút követő felosztásában szerepet játszó egykori megszálló hatalmakkal (Nagy-Britannia, Franciaország, az USA és a Szovjetunió) is aláírt egy szerződést („kettő plusz négy” szerződés, Zwei-plus-Vier-Vertrag), amely garantálta az új állam függetlenségét. Az újraegyesített Németország tagja maradt az Európai Közösségnek (a későbbi Európai Unió), illetve a NATO-nak. Még ma is folyik a vita arról, hogy 1990-ben Németországot egyesítették vagy újraegyesítették. Egyesek szerint az „egyesítés” kifejezés 1871-re vonatkozik, amikor kikiáltották a Német Birodalom létrejöttét. Mások viszont azzal érvelnek, hogy 1990-ben létrejött Németország története során korábban nem létezett ebben a formájában, így a két német állam egyesítéséről van szó. Politikai és diplomáciai okokból a nyugatnémet politikusok gondosan elkerülték az „újraegyesítés” szó használatát az események alatt, amikre a németek gyakran Wende („változás”) néven hivatkoznak. Általában a deutsche Einheit („német egység”) kifejezést használják; erre javította ki Hans-Dietrich Genscher a nemzetközi újságírókat, amikor az „újraegyesítésről” kérdezték 1990-ben.
Jogi szempontból a nyugati állam annektálta az NDK-t, így az egyesült német állam gyakorlatilag megegyezik az NSZK-val: hivatalos neve ugyanúgy Bundesrepublik Deutschland, jelképei, jellegzetességei is nagyrészt az egykori Nyugat-Németországéval egyeznek. A főváros ugyan Berlin lett, de volt egy tízéves átmeneti időszak, amíg a kormányzat székhelye az addigi nyugatnémet főváros, Bonn maradt. Ennek ellenére az NSZK elnevezés 1990 óta nem használatos, a megkülönböztető jelzők értelmüket vesztették.

## Előzmények

Németország megszállási zónái 1947. június 8. – 1949. április 22.

Miután a szövetségesek 1945-ben legyőzték Németországot, az állam területét és Berlint egyaránt francia, brit, amerikai és szovjet szektorokra osztották.
A szovjetek és korábbi szövetségeseik között fokozatosan elmérgesült a viszony. 1947-ig a három nyugati szektor egységesült, létrejött a három szektorból álló Trizóna. A vörösök azonban ebből szándékosan kimaradtak. 1948. június 2-án a nyugati szektorokban, június 24-én pedig Berlin nyugati részében is bevezettek egy új fizetőeszközt, a német márkát. Sztálin ezt és „műszaki nehézségeket” ürügyül kihasználva blokád alá vette Nyugat-Berlint, azt remélve, hogy ezzel a teljes város felett átveheti az uralmat, ám a nyugatiak légihídon keresztül juttatták szállítmányaikat saját területükre. 1949 májusában egy négyhatalmi szerződés megkötése után a Szovjetunió feloldotta a blokádot, addigra azonban a keleti területeken már bevezették a keleti márkát.
Ez a kettős valutarendszer jelentősen felgyorsította az ország kettészakadását. Nyugaton még májusban kikiáltották a Németországi Szövetségi Köztársaságot (NSZK), a szovjetek ezt októberben követték a Német Demokratikus Köztársaság (NDK) megalapításával. Keleten kommunista, nyugaton kapitalista rendszer alakult ki. Az NDK kormánya később erőteljesen korlátozta saját állampolgárainak az NSZK-ba vagy Nyugat-Berlinbe történő kiutazását (berlini fal, vasfüggöny).

## A szocializmus összeomlása az NDK-ban

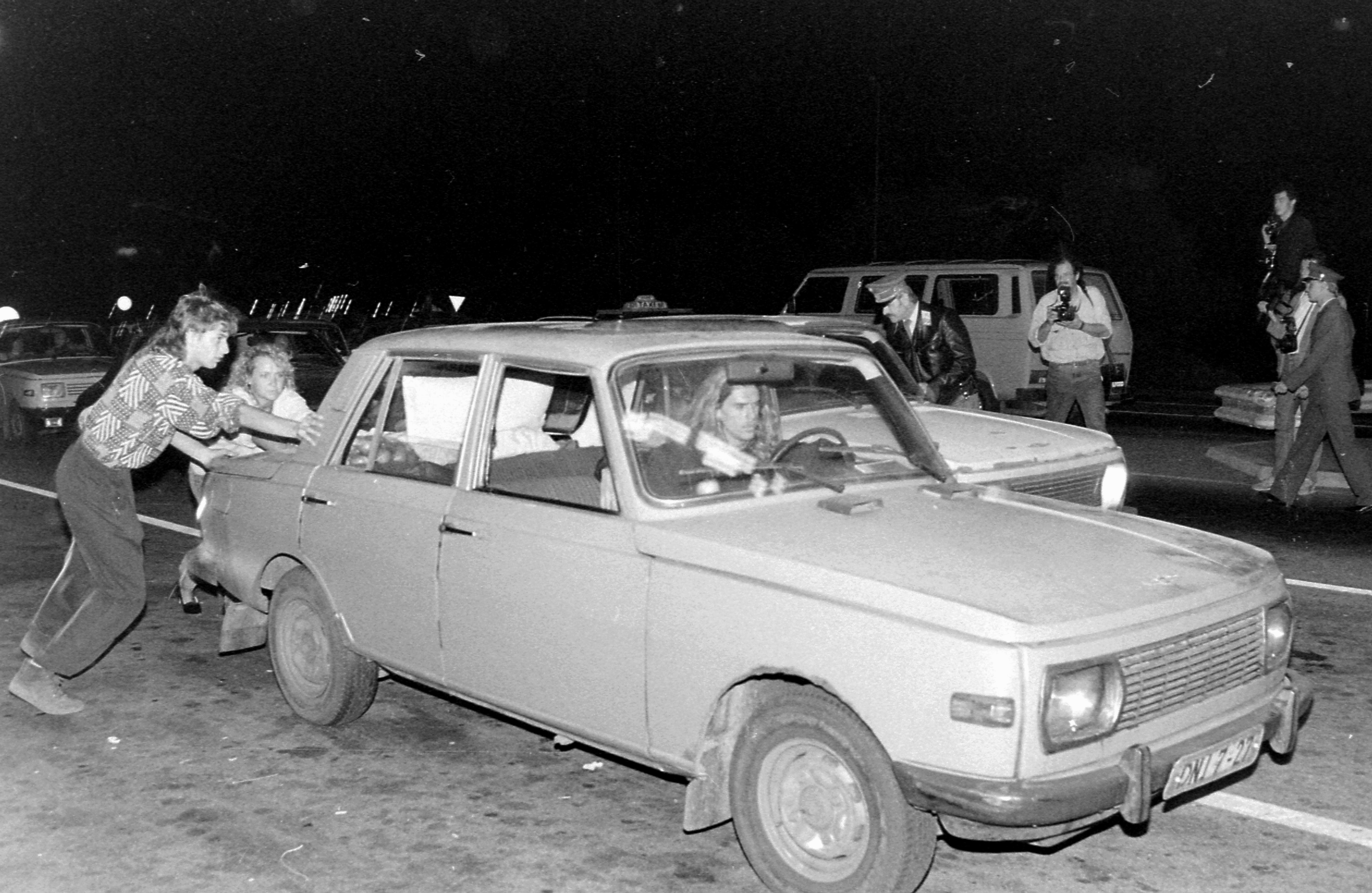
A megnyitott hegyeshalmi határátkelőnél NDK-menekültek tolják át a Wartburgjukat a határon 1989. szeptember 10-én

A KGST tagállamait is sújtó 1973-as és 1979-es olajválság hatására az 1980-as évekre súlyos pénzügyi válságba került az NDK, amely 1989-re csaknem teljes összeomlássá fajult. Szeptember 10-étől a megnyitott osztrák-magyar határszakaszon közel 60 ezer fő NDK-polgár menekült nyugatra. November 9-én leomlott a berlini fal, innentől már korlátlanul utazhattak Nyugat-Berlinbe. Decemberben a keletnémet alkotmányból törölték a kommunista párt vezető szerepét, márciusban pedig lezajlott az első és utolsó demokratikus keletnémet választás, melyet a Kereszténydemokrata Unió (CDU) nyert meg. Április 12-én az új vezetés hivatalba lépett, ezzel a szocialista rendszer megszűnt.

## A megosztottság vége („Die Wende”)

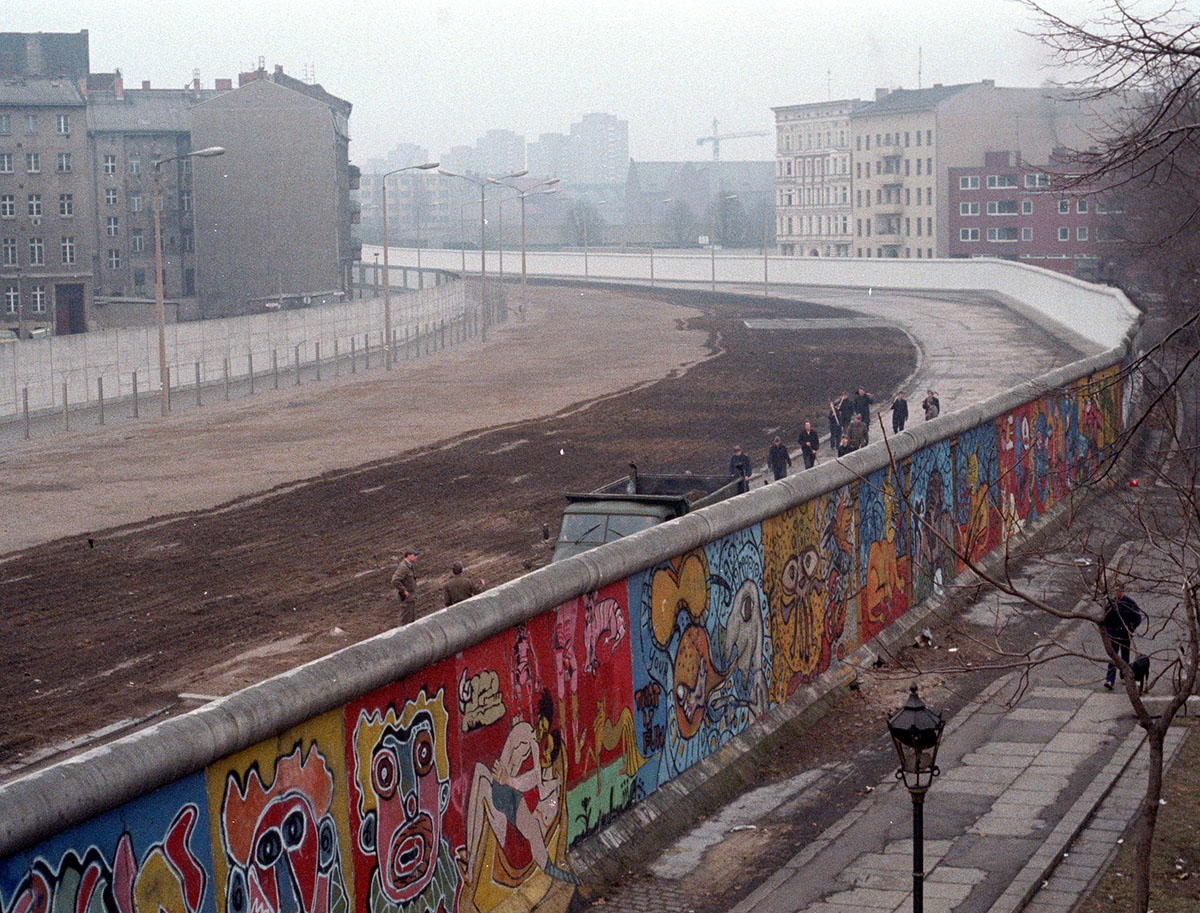
A berlini fal

Az 1980-as évek közepétől a német újraegyesítés lehetőségét széles körben egy távoli reménynek tekintették Kelet- és Nyugat-Németországban egyaránt, amit lehetetlen elérni, amíg a keleti blokk kommunista államokból áll. Azonban hirtelen elérhetővé vált a Szovjetunióban lezajló változások következtében. Amikor Mihail Szergejevics Gorbacsov lett a Szovjetunió vezetője 1985-ben, a keleti blokkban reformhullámok kezdődtek, lehetőséget teremtve a változásra az NDK-ban.

## Újraegyesítés
Németország hivatalosan 1990. október 3-án egyesült, amikor Kelet-Németország öt újraalapított szövetségi tartománya – Brandenburg, Mecklenburg-Elő-Pomeránia, Szászország, Szász-Anhalt és Türingia – formálisan csatlakozott a Német Szövetségi Köztársasághoz, ezzel a német alkotmányban (Grundgesetz) kidolgozott két lehetőség egyikét választották. Mivel az új tartományok formálisan csatlakoztak a Német Szövetségi Köztársasághoz az alkotmány (akkori) 23. cikkelyével összhangban, egyszerűen kiterjesztették a területet, ahol a Grundgesetz szolgált alkotmányként. Az alternatíva Kelet- és Nyugat-Németország formális egyesülése lett volna, aminek következtében többek között új alkotmányt kellett volna készíteni a létrejövő államnak. Bár a választott megoldás egyértelműen egyszerűbb volt, ennek következtében keleten egyesek azt érezték, hogy a nyugati állam „elfoglalta” vagy „annektálta” az NDK-t.

## Az egyesítés hatásai
Az 1990-es évek legfontosabb feladatának a volt Kelet-Németország újjáépítése bizonyult. Ennek költségei   jelentős terhet róttak a német gazdaságra, és hozzájárultak az olajválságot követően, az NSZK 1980-as évek közepétől újraindult gazdasági növekedésének lassulásához. Ennek legfőbb oka az NDK gazdaságának alacsony teljesítménye volt, különösen a nyugatihoz képest. Ezt fokozta a keletnémet márka (politikailag motivált) átváltási árfolyama nyugatnémet márkára, ami nem tükrözte ezt a gazdasági különbséget, ezáltal hirtelen versenyképtelenné vált, gyakran teljesen összeomlott a keleti ipar.  A keleti területek áruval és szolgáltatásokkal való ellátása megerőltette a nyugati erőforrásokat. A korábban a keletnémet kormány által támogatott, veszteséges vállalkozásokat privatizálni kellett.
Az egyesítés következtében a volt NDK nagy részéről eltűnt az ipar, a munkanélküliségi ráta 20% körüli értékre nőtt. Azóta több százezer korábbi keletnémet vándorolt nyugatra munkalehetőségért, ezáltal jelentős mértékben csökkent a népesség, különösen a magasan képzett szakmákban.
Ez okozhatta azoknak a problémáknak is a nagy részét, amikért az euró bevezetését okolják.[forrás?] A Deutsche Bundesbank mindig kitartott amellett, hogy a gondok nem az euró következményei, és Németországnak magának kell megoldania őket (feltehetőleg az újraegyesítésre hivatkozva).[forrás?]
A Kelet és Nyugat közötti szakadék a mai német választásokon is megfigyelhető. A baloldali populista Die Linke párt (amelynek gyökerei az SED-ben vannak) továbbra is erős pozíciókkal rendelkezik, és időnként többséget arat keleten, például Türingia államban, ahol továbbra is az egyik legnagyobb párt.
A régióban aránytalanul nagy támogatottsága van az Alternatíva Németországért (AfD), egy jobboldali populista pártnak, különösen Szászországban és Türingiában. Ez élesen eltér a nyugati országrésztől, ahol a centristább pártok, mint például a CDU/CSU, az SPD, a Zöldek és az FDP dominálnak.
A szélsőjobboldali Német Nemzeti Demokrata Párt (NPD) 2004 és 2014 között képviseltette magát a szász tartományi parlamentben. Mecklenburg-Elő-Pomerániaban az NPD 2006 és 2016 között volt képviselve.

AfD 2017
Linke 2017.
AFD 2024

## Az országok lobogói

A Németországi Szövetségi Köztársaság (NSZK) nem hivatalos zászlaja. Akkor használják, ha szigorúbban meg akarják különböztetni Nyugat-Németországot (vagy más néven a bonni köztársaságot) az újraegyesített Németországtól.
A Német Demokratikus Köztársaság (NDK) zászlaja.
A Németországi Szövetségi Köztársaság (NSZK) hivatalos zászlaja. Mivel az újraegyesített Németország jogilag megegyezik az NSZK-val, ezért a zászló egyben az egységes német állam zászlaja is.